# Prügelattacke in der Münchner U-Bahn 2007
Am Abend des 20. Dezember 2007 kam es in München-Bogenhausen zu einem Vorfall, der in den Medien als Prügelattacke in der Münchner U-Bahn thematisiert wurde. Das spätere Opfer, der pensionierte Direktor der Hermann-Frieb-Realschule in Schwabing, Hubert N. (in einigen Quellen auch Bruno N. genannt), wies den damals 20-jährigen Serkan A. und den 17-jährigen Spyridon L. auf das Rauchverbot in der U-Bahn hin. N. wurde daraufhin mit „deutsches Arschloch, deutsches Schwein, du Scheiß-Deutscher“ beschimpft; Spyridon L. spuckte in die Richtung des späteren Opfers. An der Endhaltestelle Arabellapark stieg Hubert N. aus, um nach Hause zu gehen. Spyridon L. und Serkan A. lauerten ihm auf und griffen ihn aus dem Hinterhalt an. Einer der beiden Täter trat Hubert N. mit Anlauf gegen den Kopf. Die Täter flüchteten mit dem Rucksack des Opfers. N. erlitt mehrere Schädelfrakturen mit Einblutungen ins Gehirn und leidet seither unter Konzentrationsstörungen. Bereits zwei Stunden vorher hatten die beiden Täter einen Zivildienstleistenden mit Anlauf getreten, bespuckt und damit gedroht, diesen umzubringen, der sich jedoch in Sicherheit bringen konnte.
Am 7. Mai 2009 wurden die Täter vom Bundesgerichtshof nach einer abgelehnten Revision rechtskräftig verurteilt; Serkan A. nach Erwachsenenstrafrecht zu zwölf Jahren Freiheitsstrafe und Spyridon L. zu achteinhalb Jahren.
Gegen eine drohende Abschiebung nach Verbüßung seiner Haftstrafe führte Serkan A. 2011 einen Prozess gegen die Ausländerbehörde, den er vor dem Verwaltungsgericht verlor. Er sollte frühestens Ende 2015 aus der Haft entlassen und dann in die Türkei abgeschoben werden. Im Februar 2014 wurde zudem bekannt, dass der Tatbeteiligte Spyridon L. unmittelbar nach Verbüßung der Hälfte seiner Freiheitsstrafe nach Griechenland abgeschoben wurde. Die restliche Haft wurde ihm unter der Auflage erlassen, nicht nach Deutschland zurückzukehren.
Der Vorfall erlangte bundesweite Aufmerksamkeit und löste auch anlässlich der hessischen Landtagswahl 2008 eine Debatte über die Verschärfung des Jugendstrafrechts aus.